# Architecture néoclassique en Russie

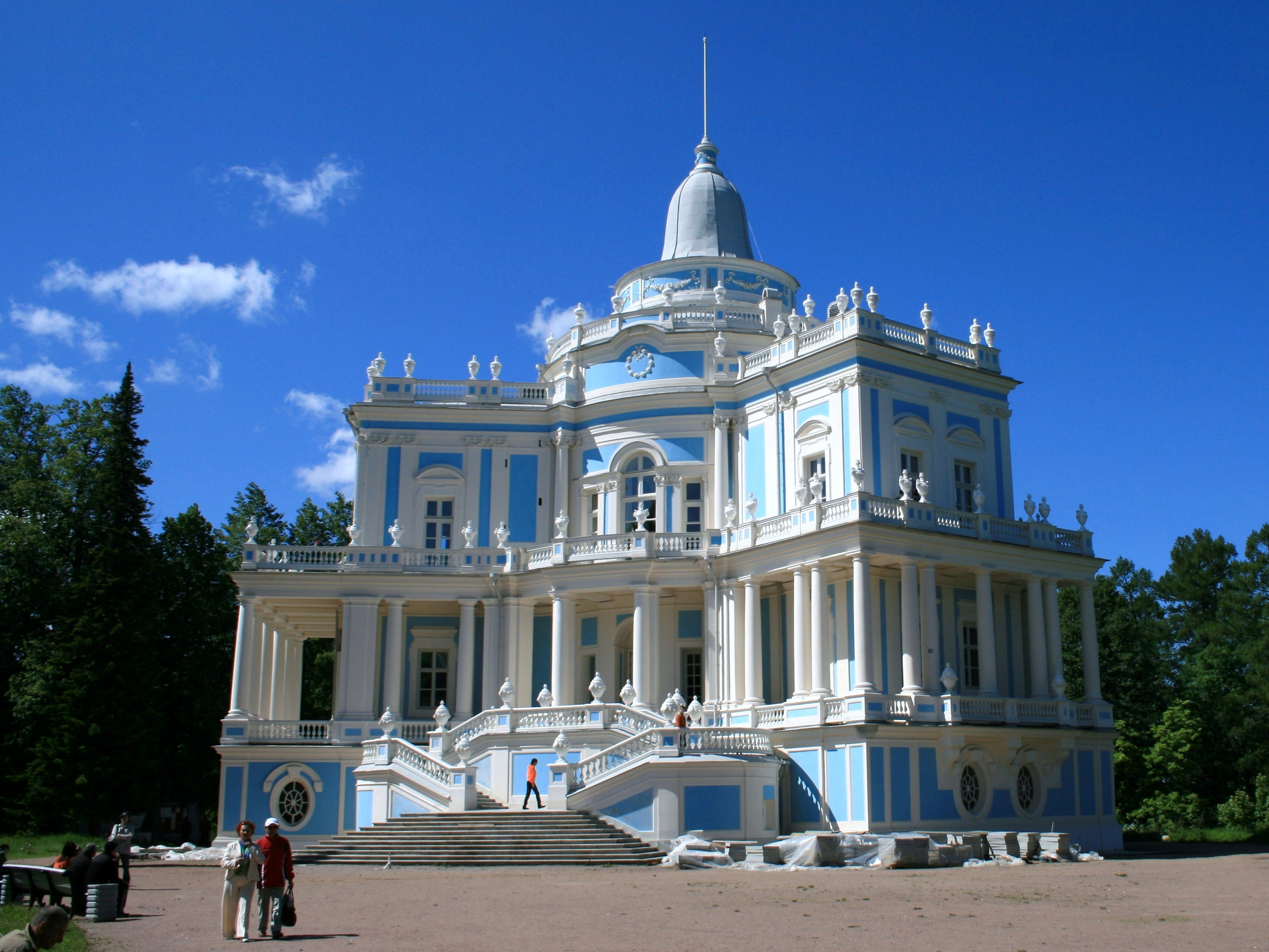
Antonio Rinaldi, le pavillon Katalnaïa Gorka (1762-1774) dans le Palais d'Oranienbaum

L'architecture néo-classique en Russie s'est développée durant la seconde moitié du XVIIIe siècle, surtout après l'accession au trône de Catherine II, devenue impératrice de Russie en 1762. L'architecture néo-classique s'était développée dans de nombreuses villes de la Russie, dont la première a été Saint-Pétersbourg. Celle-ci a été transformée, pendant le règne de la Grande Catherine, en une capitale moderne.

## Confusion dans les termes classicisme et néo-classicisme
Il existe une confusion entre les termes classicisme et néo-classicisme en Russie qui est apparue du fait qu'en France  et en Italie le style classique est le style du XVIIe siècle, le style (Louis XIV). Sous l'appellation néo-classicisme on entend en Europe occidentale le style de la seconde moitié du XVIIIe siècle et du début du XIXe siècle de 1750 à 1830. Or cette même époque 1750-1830 est classée en Russie en matière d'architecture, sous l'appellation du classicisme, . En Russie on appelle par contre le néo-classicisme ou rétrospectivisme l'architecture du début de la fin du XIXe siècle début du XXe siècle, qui se différencie du classicisme russe par les matériaux utilisés et par l'accentuation des formes classiques et des détails. Parfois aussi, par le mélange des motifs décoratifs de style renaissance et classique, 
,.  

## L'ère de Catherine II (1762-1796)

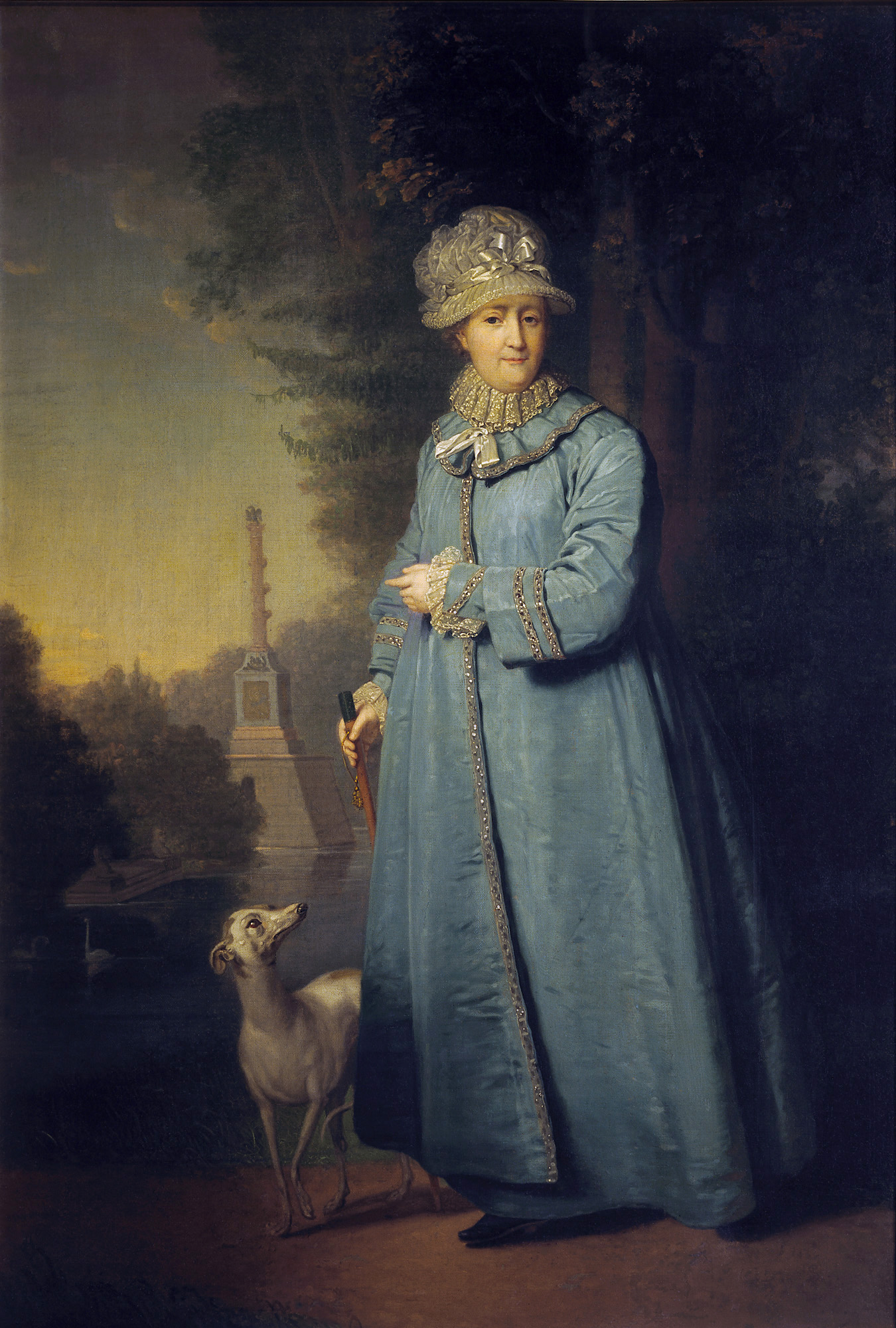
Catherine II à Tsarskoïe Selo, 1794 dans une peinture de Vladimir Borovikovski

Appartenant à la classe cosmopolite européenne du XVIIIe siècle, Catherine II, au cours de son long règne, donne le ton de la vie sociale et intellectuelle russe. L'ère de Catherine est un tournant pour la noblesse russe, dans l'art et la littérature. Le français devient la langue de la cour et avec la langue viennent aussi les idées des Lumières.

## Le débuts
En 1762, l'impératrice commande la construction du Palais d'Oranienbaum et, à cette occasion, Antonio Rinaldi construit le palais chinois (1762 à 1768) (un mélange d'éléments d'architecture baroque, de l'architecture classique et traditionnelle chinoise) et le pavillon Katalnaya Gorka (ou "Montagnes russes") (de 1762 à 1774). Dans ce pavillon cylindrique avec un toit en forme de dôme, un arc de triomphe et une tour terminée par une flèche, transparait la recherche de nouveaux schémas de composition. En 1763, Catherine commande à l'architecte français Jean-Baptiste Michel Vallin de La Mothe et au russe Alexandre Kokorinov la construction du nouveau siège de l'Académie des Beaux-Arts de Saint-Pétersbourg. De La Mothe devient l'architecte de la cour en 1766. 

## Années 1770. De nouveaux élans
En 1773, l'impératrice écrit une lettre à l'Académie royale d'architecture de France annonçant un concours, et invite quelques architectes à concevoir une maison dans laquelle seraient présentes, simultanément, les formes propres à l'antiquité grecque et romaine. Deux académiciens français, Charles de Wailly et Charles-Louis Clérisseau, ont envoyé leurs dessins, mais ceux-ci ont été mal accueillis. Catherine, en 1778, annonce dès lors qu'elle prendra deux architectes italiens. En 1779, elle demande à son ministre, le Baron Friedrich Melchior Grimm et à Johan Friedrich Reiffenstein, à cette époque représentant à Rome de l'Académie des Beaux-Arts de Pétersbourg, de trouver les deux architectes.
La même année, les architectes italiens, Giacomo Trombara (it) (1742-1811) et Giacomo Quarenghi arrivent à la cour de Catherine.
Bientôt le néoclassicisme en Russie, qui, dans sa première phase avait emprunté des idées de l'architecture française du milieu du XVIIIe siècle, sera plus ouvert aux expériences interprétatives du palladianisme, en particulier de l'Angleterre et de l'Italie.

## Années 1780. Giacomo Quarenghi

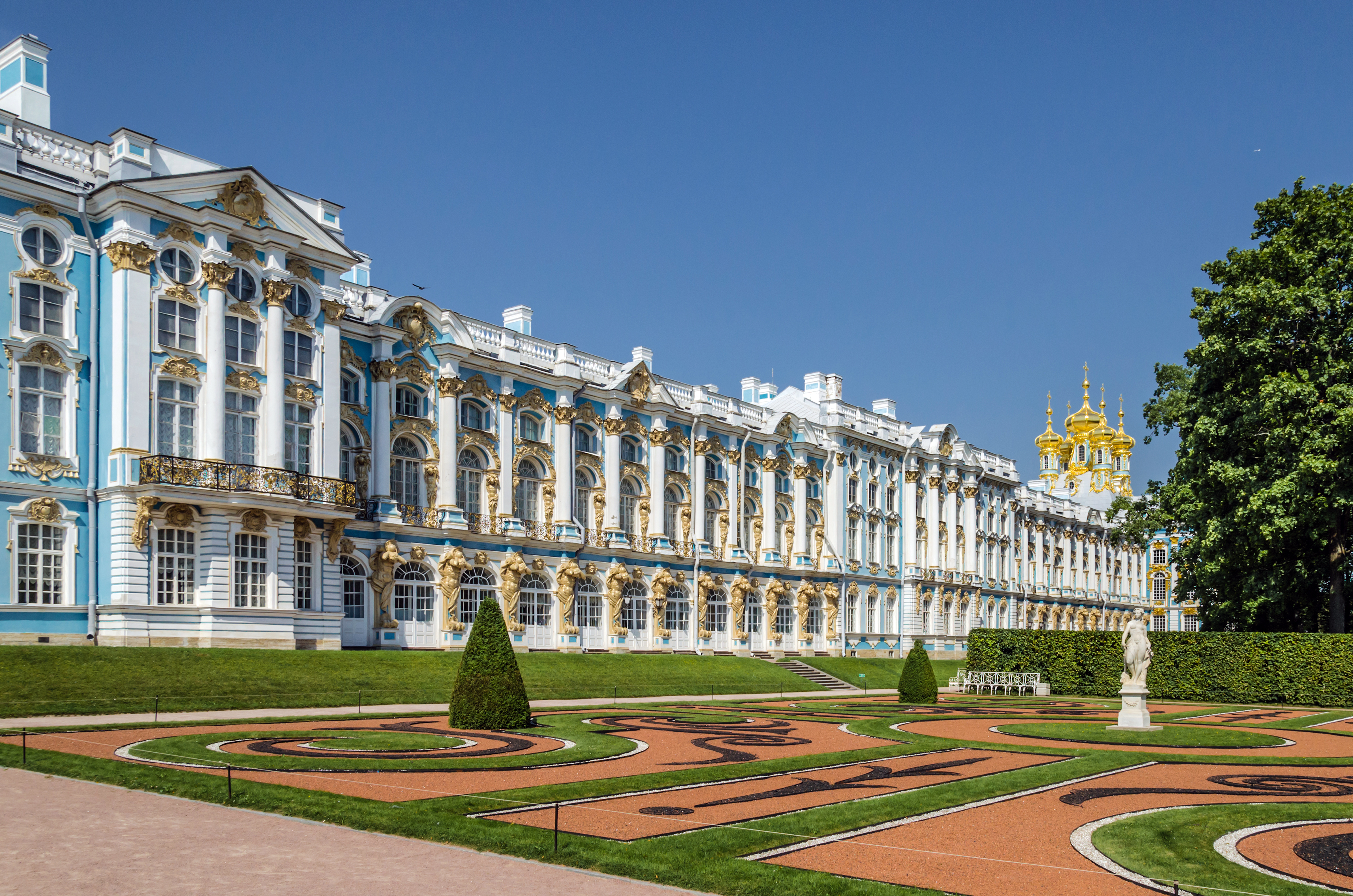
Palais Catherine à Tsarskoe Selo

L'architecte écossais Charles Cameron, également invité par les agents de Catherine, était arrivé à Saint-Pétersbourg en 1779. Il est l'auteur de la galerie Cameron au Palais Catherine à Tsarskoïe Selo, et, entre 1781 et 1796, il construit le palais de Paul I à Pavlovsk, qui est devenu, dans sa version originale, l'un des premiers exemples de villa palladienne construits en Russie.

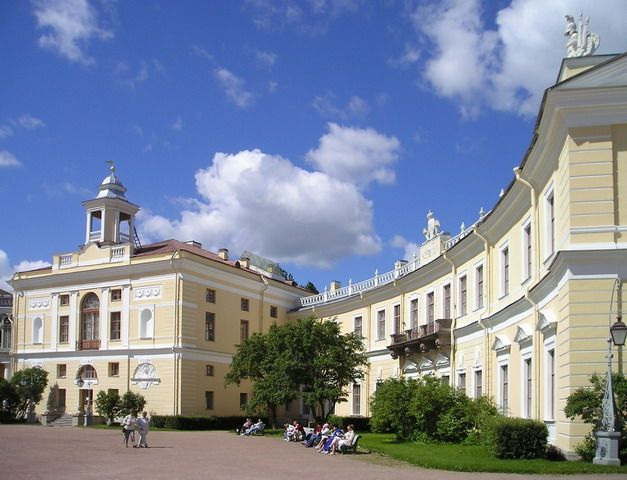
Palais de Pavlovsk

Mais si Cameron a eu du succès avec son imaginaire polychrome, les héritiers de Catherine, Paul et Marie lui ont imposé une sobriété absolue. À Pavlovsk s'est répandu l'utilisation du blanc et de l'or. Toutefois Cameron n'a jamais voulu s'adapter au goût nouveau et c'est ce qui a favorisé Quarenghi. Le Quarenghi, qui était devenu architecte officiel de Catherine II, entre 1780 et 1785, a transformé Saint-Pétersbourg en une ville néo-classique.
Catherine, déjà en 1778, en possession de copies des dessins des plafonds des Loges de Raphaël du Palais du Vatican, avait donné l'ordre à von Grimm d’écrire à Reiffenstein, pour y effectuer à Rome, des copies des voûtes grandeur nature. Les peintures à l'encaustique ont été faites par Christoph Unterberger. Ces mêmes copies ont ensuite été placées à l'intérieur du Musée de l'Ermitage dans un environnement, conçus et construits par Quarenghi entre 1787-1792, qui était la copie exacte des loggias du Vatican.

## Persistance du classicisme
L'historien français Louis Réau observe qu'en Russie la continuité de la vie politique a maintenu les mêmes formes d'art depuis le milieu du XVIIe siècle jusqu'au milieu du XIXe siècle. La tradition classique s'est fortement enracinée jusque dans les coins les plus reculés de l'Empire russe. En France par contre, chaque changement de régime amenait à tour de rôle  un changement de style : style Directoire, style Empire, style Restauration. Les convulsions politiques et sociales qui ont secoué la France de 1789 à 1848 ont paralysé l'activité architecturale. La Russie a pu au contraire construire de très nombreux monuments pendant cette période de prospérité qui ont suivi les guerres napoléoniennes. Louis Réau conclut :  

« L'architecture classique a pris en Russie un essor très remarquable. Mais cette architecture peut-elle être qualifiée de russe ? »

## Manque d'originalité

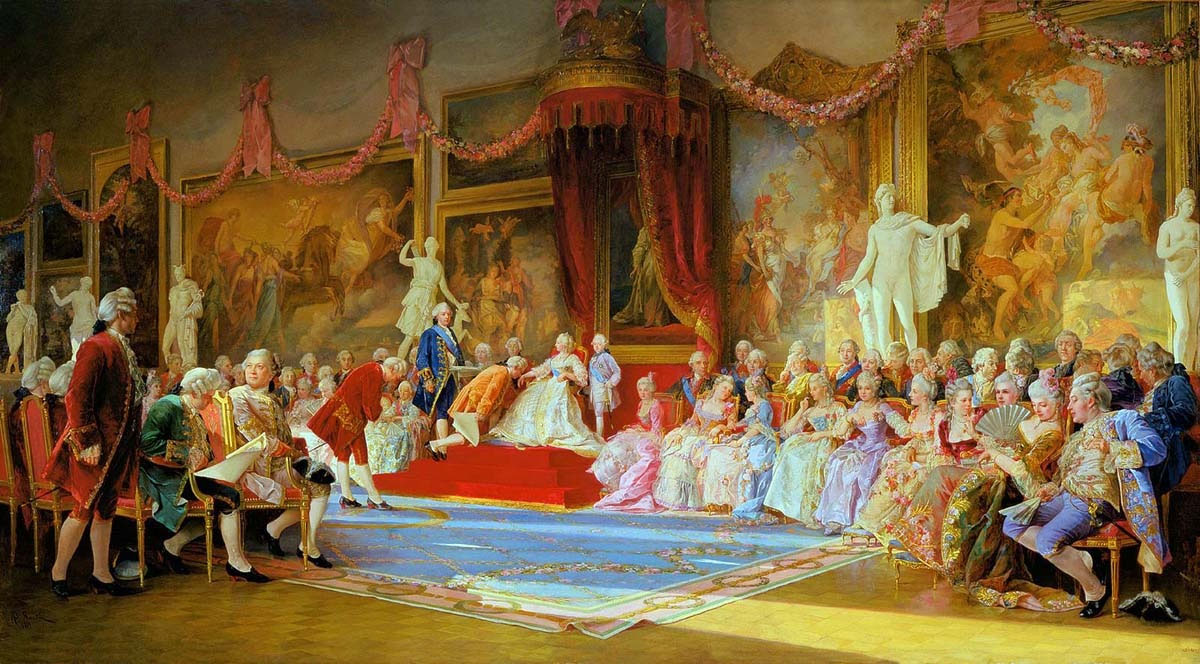
L'inauguration de l'Académie des Beaux-Arts de Saint-Pétersbourg dans une peinture de Valery Jacobi de 1889, Musée du Louvre

Les architectes de l'architecture classique russe sont étrangers dans une grande proportion. Vallin de la Mothe, Jean-François Thomas de Thomon, Auguste Ricard de Montferrand viennent de France.  Rinaldi, Giacomo Quarenghi, Vincenzo Brenna et  Rossi viennent d'Italie.  Cameron vient d'Écosse. Les Russes ne sont que trois ou quatre architectes : Matveï Kazakov, Andreï Voronikhine et Andreyan Zakharov (en). Ils ont presque tous de formation française et sont passés par les ateliers de Claude-Nicolas Ledoux, Charles De Wailly , de Jean-François Chalgrin .   
.

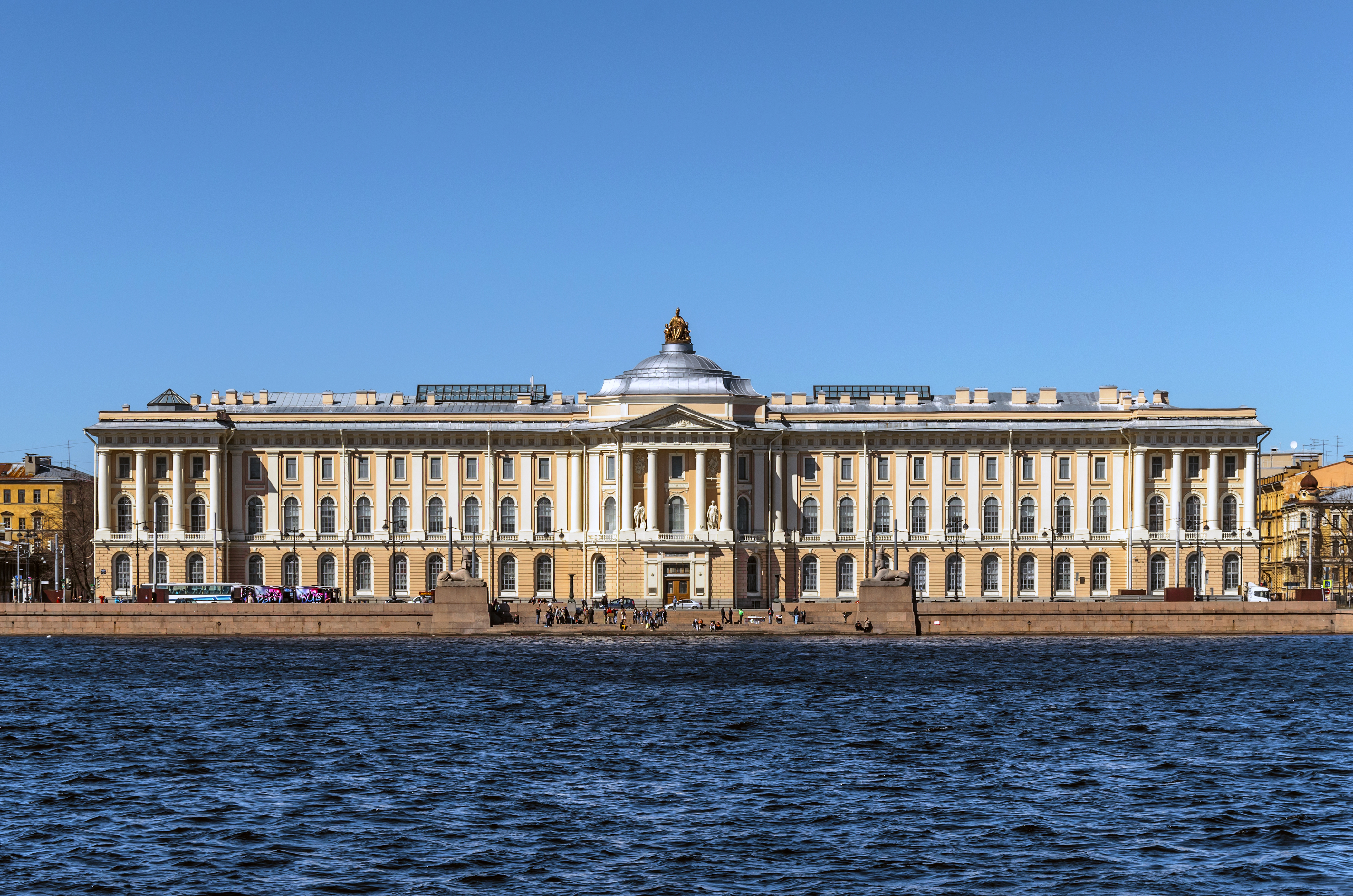
Académie russe des Beaux-Arts.

Les principaux monuments du classicisme russe, qui sont aussi le plus remarquables de Saint-Pétersbourg appartiennent à des écoles étrangères : à l'école française: le palais de l'Académie, la cathédrale Saint-Isaac et à l'école italienne : le palais de marbre, le palais Alexandre, le  palais Saint-Michel. On n'y voit rien de spécifiquement russe mais on discerne plutôt des adaptations des temples de Paestum et de Saint-Pierre de Rome.    

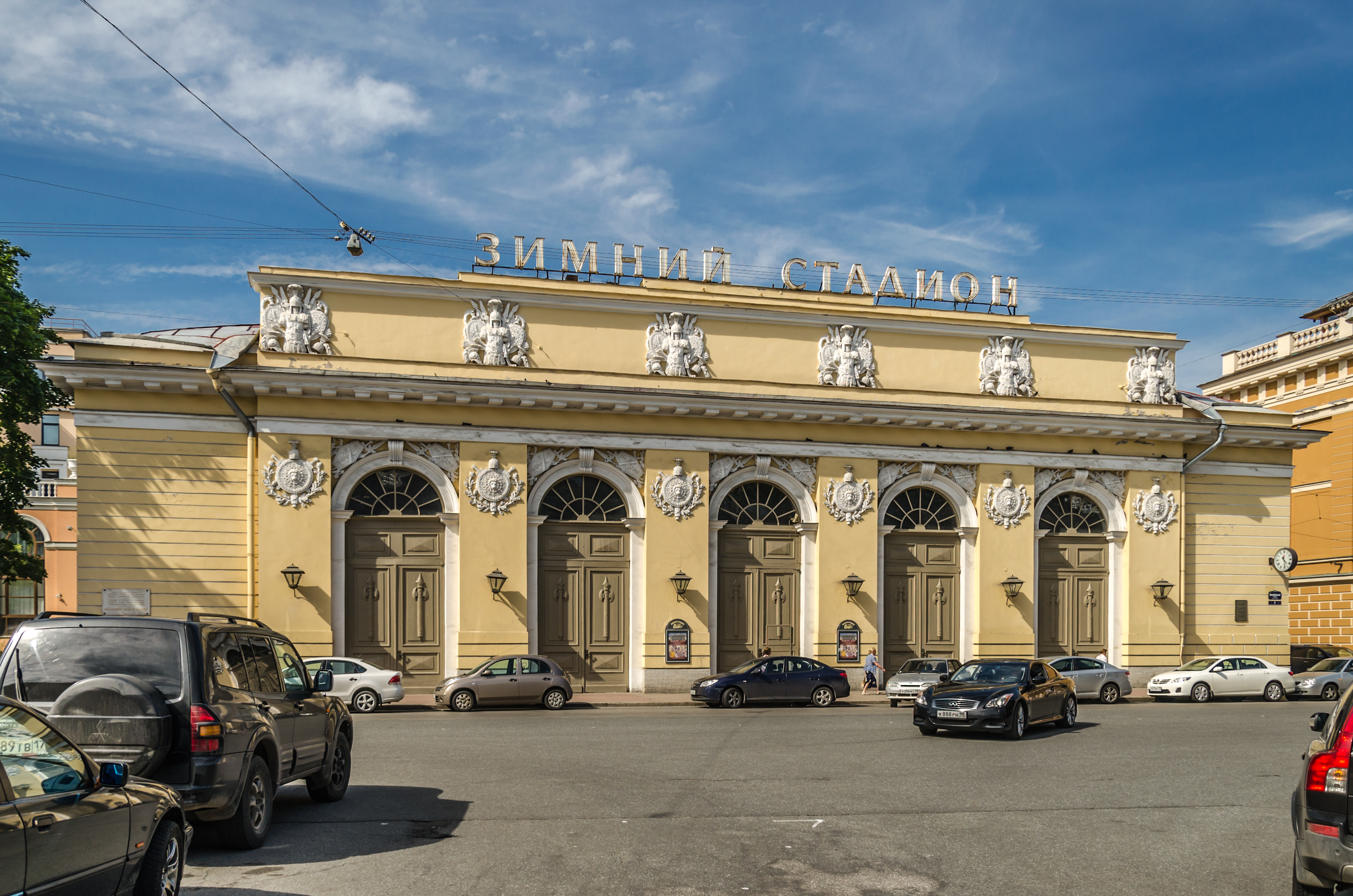
Manège Mikhaïlovsky à Saint-Pétersbourg, construit de 1798 à 1800 par Vincenzo Brenna.

## Autres défauts
Dans son ouvrage La Russie en 1839 le marquis de Custine a très bien saisi le manque d'appropriation à la rigueur du climat, aux lignes du paysage et aux particularités de la nature des édifices de la ville de Saint-Pétersbourg. Il n'y trouve nul accord entre leur architecture et les données de la nature .     
Dans son Journal d'un écrivain (1873 à 1881) Fiodor Dostoïevski fait le même genre de constat.   
Telle est sa vision de la ville dans ce journal : 

« Au point de vue architectural, rien n’est plus absurde que Pétersbourg. C’est un mélange incohérent de toutes les écoles et de toutes les époques. Tout est emprunté et tout est déformé. Il en est, chez nous, des constructions comme des livres. Que ce soit en architecture ou en littérature, nous nous sommes assimilé tout ce qui nous venait d’Europe et nous sommes demeurés prisonniers des idées de nos inspirateurs... ».

Une des conséquences de l'absolutisme tsariste en matière architecturale est la grande uniformité des bâtiments de Saint-Pétersbourg. Les mêmes colonnades se répètent partout et servent de frontispice aux casernes comme aux palais. Cela vient de ce que l'architecture a toujours été soumise  à une censure du pouvoir central au même titre que les peintres d'icône devaient se soumettre quelques siècles plus tôt aux poncifs des  podlinniks .
La réaction qui suivra contre cette architecture trop uniforme est de nature nationaliste et romantique, avec l'apparition du Style néo-russe.